# Thập niên 350 TCN
Thập niên 350 TCN hay thập kỷ 350 TCN chỉ đến những năm từ 350 TCN đến 359 TCN.